# Mera brännvin (sång av Eddie Meduza)
"Mera brännvin" är en humoristisk-satirisk rocklåt av artisten Eddie Meduza. Den finns med på hans album Gasen i botten från 1981. Den kompletta titeln på sången är Mera brännvin (tillägnad Torsten Bengtsson).[källa behövs]
Låten handlar om alkoholmissbruk och om hur folk dricker utan att tänka på konsekvenserna.[källa behövs]
"Mera brännvin" finns också med på livealbumet Dåren e lös.